# Morăști
Morăști – wieś w Rumunii, w okręgu Ardżesz, w gminie Cepari. W 2011 roku liczyła 193 mieszkańców.